# Gnonsiane Niombla
Gnonsiane Niombla (* 9. Juli 1990 in Villeurbanne, Frankreich) ist eine französisch-senegalesische Handballspielerin, die dem Kader der senegalesischen Nationalmannschaft angehört.

## Karriere
Gnonsiane Niombla spielte anfangs bei ASUL Vaulx-en-Velin, mit dem sie 2010 die Meisterschaft in der Nationale 1, die dritthöchste französische Spielklasse, errang. Noch im selben Jahr wechselte die Rückraumspielerin zum französischen Erstligisten CJF Fleury Loiret Handball. Mit Fleury gewann Niombla 2015 die französische Meisterschaft, 2015 und 2016 den französischen Ligapokal sowie 2014 den französischen Pokal. Weiterhin stand sie 2015 im Finale des Europapokals der Pokalsieger. Ab dem Sommer 2016 lief sie für den rumänischen Erstligisten CSM Bukarest auf. Mit Bukarest gewann sie 2017 und 2018 sowohl die rumänische Meisterschaft als auch den rumänischen Pokal. Im Sommer 2018 schloss sie sich dem französischen Verein Metz Handball an. Mit Metz gewann sie 2019 die französische Meisterschaft sowie den französischen Pokal. Ab der Saison 2019/20 lief sie für den ungarischen Verein Siófok KC auf. Im Sommer 2021 wechselte sie zum französischen Erstligisten Paris 92. Ab der Saison 2023/24 stand sie beim rumänischen Erstligisten CS Gloria 2018 Bistrița-Năsăud unter Vertrag. Im März 2025 wurde sie als „joker médical“ vom französischen Erstligisten Jeanne d’Arc Dijon Handball verpflichtet.
Niombla gab am 20. März 2013 ihr Länderspieldebüt für die französische Nationalmannschaft. Nachdem sie mit Frankreich an der Weltmeisterschaft 2013, an der Europameisterschaft 2014 und an der Weltmeisterschaft 2015 teilnahm, gewann sie bei den Olympischen Spielen 2016 in Rio de Janeiro die Silbermedaille. Bei der Europameisterschaft 2016 gewann sie die Bronzemedaille. Ein Jahr später errang sie die Goldmedaille bei der Weltmeisterschaft in Deutschland. Bei der Europameisterschaft 2018 errang sie die Goldmedaille im eigenen Land. Zuletzt lief sie bei der Weltmeisterschaft 2019 für Frankreich auf. Im Jahr 2023 entschloss sie sich für die senegalesische Nationalmannschaft aufzulaufen.
Niombla gewann im Jahr 2007 die Goldmedaille bei der U17-Europameisterschaft.